# 여자 일기
"여자 일기"(The Diary Of A Woman)는 한국에서 제작된 박수일 감독의 1995년 드라마, 멜로/로맨스 영화이다. 이영욱 등이 주연으로 출연하였고 이경업 등이 제작에 참여하였다.

## 출연

### 주연
- 이영욱
- 윤철형

### 조연
- 정소녀
- 이숙희
- 김정하
- 이인옥
- 남수정
- 박소연
- 김성원
- 김운하
- 박용팔
- 연현철
- 추봉
- 문미봉
- 이예민
- 오희찬
- 서평석
- 최근제
- 홍성웅
- 한명구
- 조학자
- 남정희
- 홍은정
- 유경애
- 김은희
- 유숙정
- 변일도
- 박정명

## 기타
- 제작지휘: 우민영
- 제작부장: 김재건
- 촬영부: 정혁진
- 조명: 한희창
- 조명부: 권순영
- 조명부: 이정남
- 조명부: 지태석
- 조명부: 조보영
- 스틸: 김명락
- 조연출: 진송원
- 스크립터: 이승민
- 녹음: 한양녹음실
- 분장: 이희재
- 현상: 세방현상소
- 효과: 이재희